# 조엘 카스트루 페레이라
조엘 디니스 카스트루 페레이라(Joel Dinis Castro Pereira, 1996년 6월 28일 ~ )는 스위스 태생이자 포르투갈의 축구 선수로, 현재 레딩에서 골키퍼로 뛰고 있다.

## 클럽 경력
조엘 페레이라는 포르투갈 17세 이하 대표팀에서 활동한 바 있다. 그는 지난시즌 맨유의 U-21 프리미어리그 우승을 이끌었으며 맨유 구단 선정 U-21 최고 선수 영예를 안기도 했다.
2015년 8월 14일(한국시각)에 맨유와 계약 연장에 합의하였다.
2016-17 시즌을 앞두고, 벨레넨스스로 임대되었다가 샘 존스톤이 애스턴 빌라로 임대를 떠나자, 원 소속팀인 맨유로 조기 복귀하였다.
2017년 5월 21일(한국시각)에 열렸던 크리스탈 팰리스와의 EPL 최종전 경기에서 선발 출전하여 EPL 데뷔전을 치렀다.
2017년 7월 8일(한국시각)에 맨유와 2021년까지 재계약을 맺었다.

## 국가대표 경력
조엘 페레이라는 2016 리우 올림픽을 앞두고 포르투갈 올림픽 국가대표에 선발되었다.